# Manilkara pubicarpa
Manilkara pubicarpa là một loài thực vật thuộc họ Sapotaceae. Đây là loài đặc hữu của Guyana.